# Le Saulchoy
Le Saulchoy ist eine französische Gemeinde mit 105 Einwohnern (Stand 1. Januar 2022) im Département Oise in der Region Hauts-de-France. Sie gehört zum Arrondissement Beauvais, zur Communauté d’agglomération du Beauvaisis und zum Kanton Saint-Just-en-Chaussée.

## Geographie
Die Gemeinde Le Saulchoy liegt auf der Hochfläche des Plateau Picard nahe der Quelle der Celle, 19 Kilometer nördlich von Beauvais.

## Einwohner
| Jahr                       | 1962 | 1968 | 1975 | 1982 | 1990 | 1999 | 2006 | 2014 | 2021 |
| -------------------------- | ---- | ---- | ---- | ---- | ---- | ---- | ---- | ---- | ---- |
| Einwohner                  | 84   | 89   | 94   | 74   | 67   | 84   | 105  | 99   | 105  |
| Quellen: Cassini und INSEE |      |      |      |      |      |      |      |      |      |

## Sehenswürdigkeiten

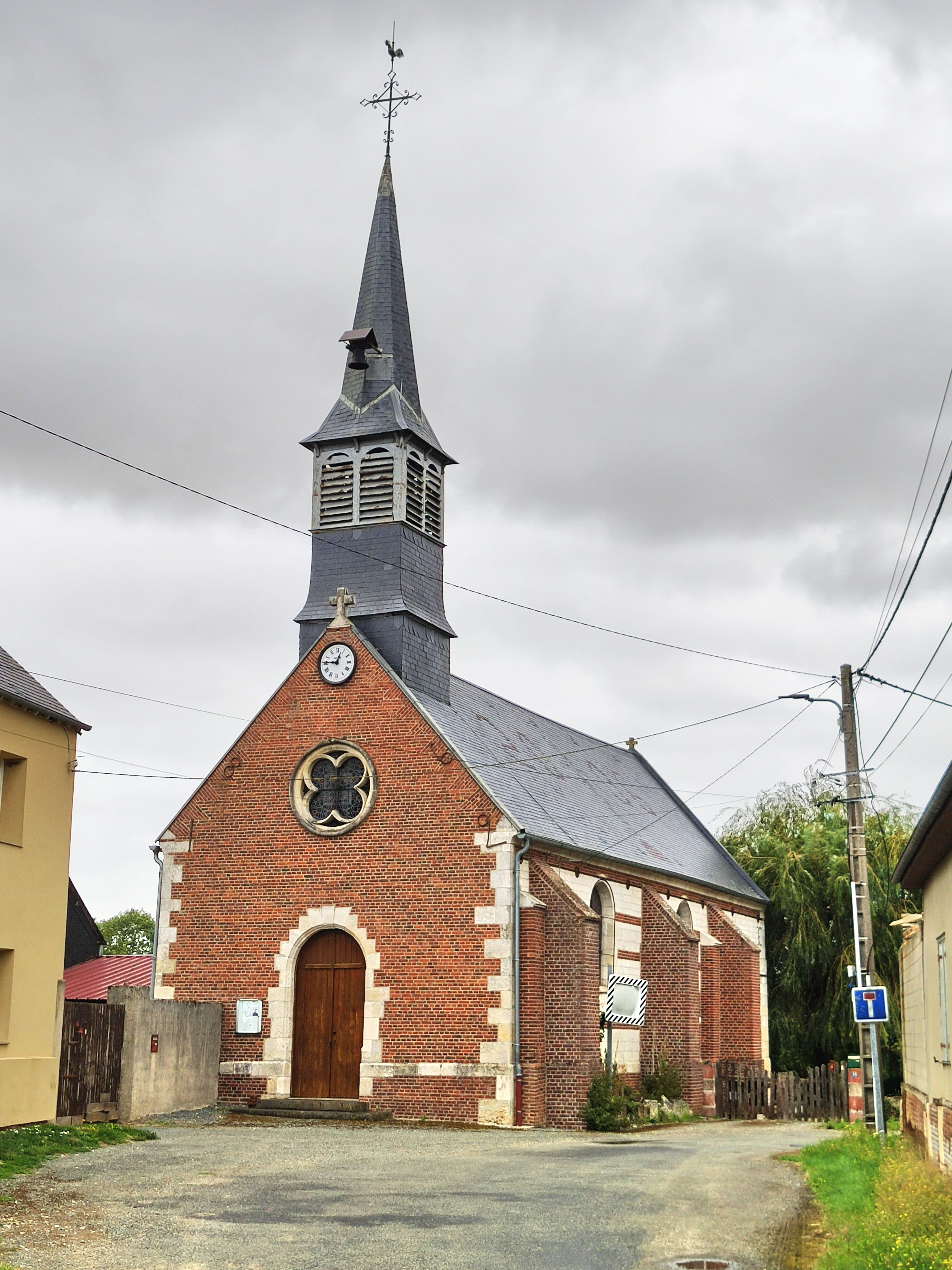
Kirche Saint-Firmin
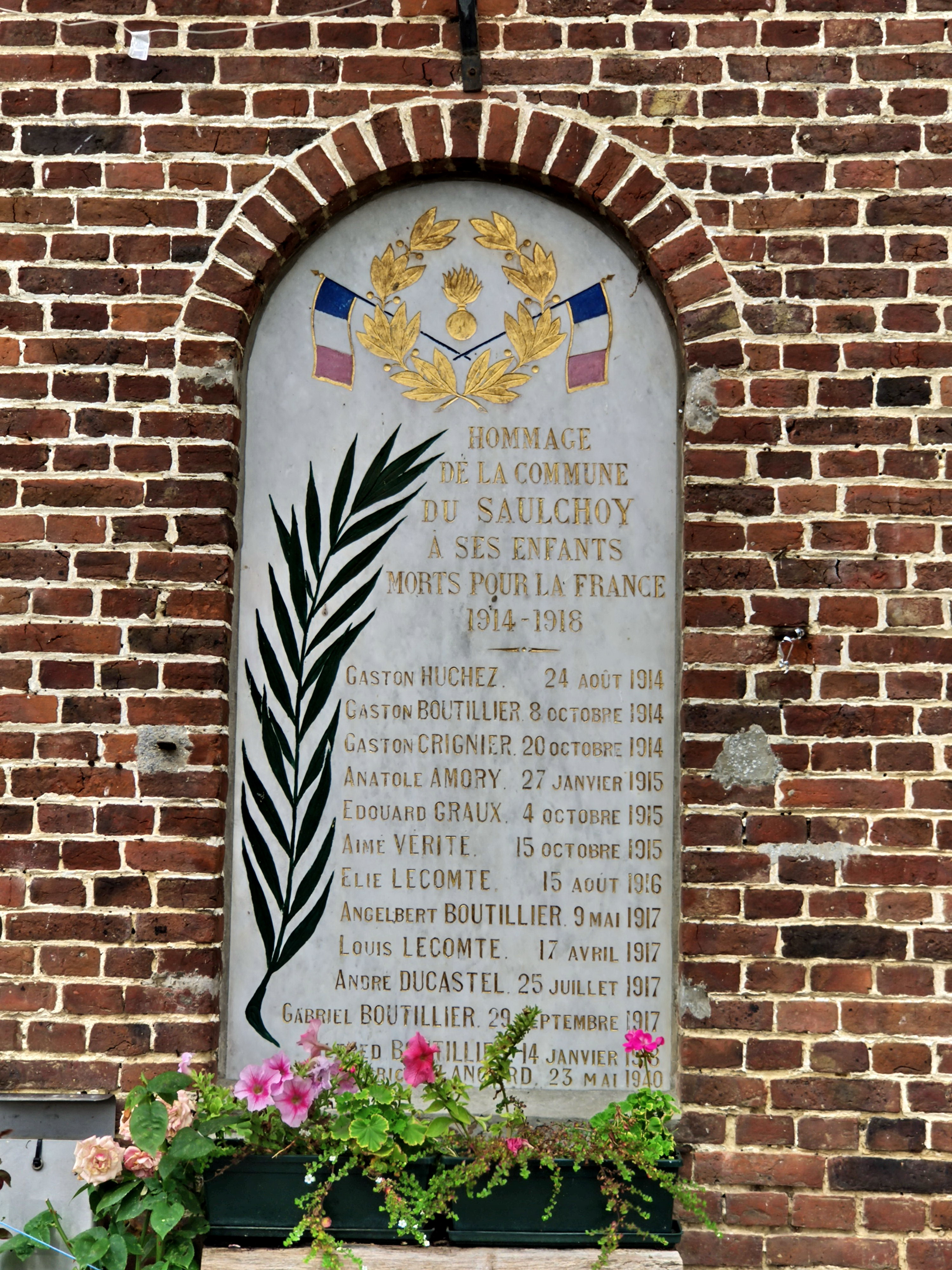
Gefallenendenkmal

- Kirche Saint-Firmin
- Gefallenendenkmal